# José Ramón Alexanko
José Ramón Alexanko Ventosa, né le 19 mai 1956 à Barakaldo, est un footballeur international espagnol.

## Biographie
Le défenseur basque dispute 365 matchs en championnat d'Espagne avec l'Athletic Bilbao et le FC Barcelone. Il joue au FC Barcelone de 1980 à 1993 au poste de défenseur central (il est le capitaine de l'équipe de 1986 à 1993). Il fait partie de la « dream team » de Johan Cruyff.
Entre 1978 et 1982 il est sélectionné 34 fois en équipe d'Espagne (4 buts marqués) avec laquelle il participe à la Coupe du monde 1982 et au Championnat d'Europe des nations en 1980.
Durant l'été 2015, il fait partie de la candidature de Joan Laporta à la présidence du FC Barcelone.
En mars 2017, il devient directeur sportif de Valence CF.

## Palmarès de joueur
- Vainqueur de la Ligue des champions en 1992
- Vainqueur de la Supercoupe de l'UEFA en 1992
- Vainqueur de la Coupe d'Europe des vainqueurs de coupe en 1982 et 1989
- Champion d'Espagne en 1985, 1991, 1992 et 1993
- Vainqueur de la Coupe du Roi en 1981, 1983, 1988 et 1990
- Vainqueur de la Supercoupe d'Espagne en 1983, 1991 et 1992
- Vainqueur de la Coupe de la ligue d'Espagne en 1983 et 1986

## Palmarès d'entraîneur
- Finaliste de la Coupe de Roumanie en 1998 avec l'Universitatea Craiova